# لوازم قياس المسافة

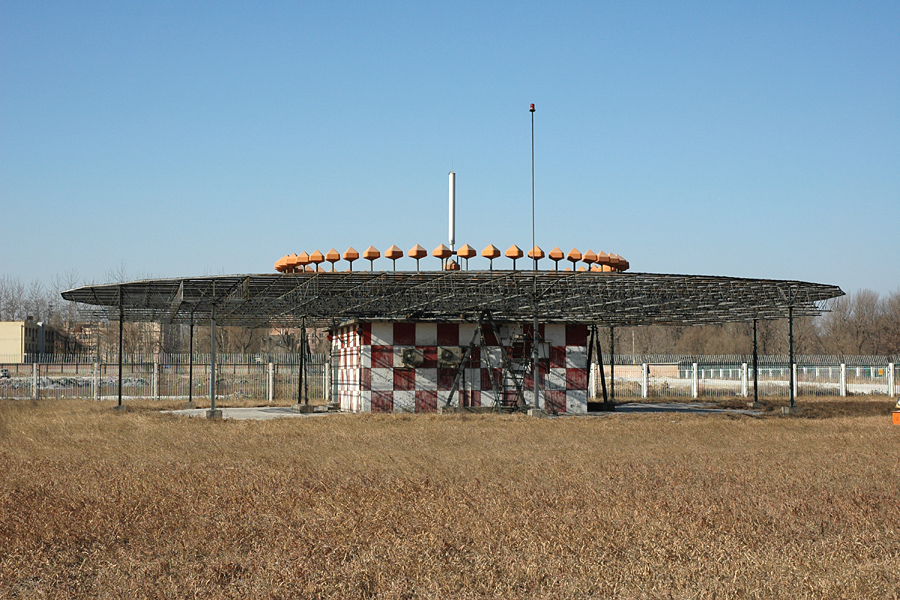
محطة أرضية ل VOR/DME

لوازم قياس المسافة (بالإنجليزية:  Distance Measuring Equipment اختصاراً DME)‏ هي قاعدة إرسال تقنية الملاحة الإذاعية، وقياس المسافة بواسطة حساب توقيت تأخير إرسال موجة الراديو على الموجات (VHF) و (UHF). كان قد اخترع بواسطة الأسترالي إدوارد جورج عندما كان رئيساً لقسم الفيزياء الإشعاعية في منظمة الكومنولث للبحوث العلمية والصناعية (CSIRO) في أستراليا. و لقد عُمِّل به في أستراليا بالخمسينات على موجة 200 ميغا هرتز حزمة (VHF) وسميت باسم DME(D) ولكن عندما اعتمدت دولياً بواسطة الإيكاو سميت بـ (DME).
نظام مقاييس المسافة مشابهة للرادار الثانوي إلا أنه معاكس له بالخصائص، وهو نظام مطور من نظام أنشئ في فترة ما بعد الحرب الثانية.

## التشغيل
لتشغيل لوازم قياس المسافة، يجب اتباع الخطوات التالية:
1.تأكد من أن جهازمثبت وموصول بنظام الاتصالات في الطائرة أو المركبة الجوية المستخدمة.
2.قم بتشغيل جهاز (DME) من خلال وحدة التحكم الخاصة به. قد يكون لديك عدة أزرار ومفاتيح للتحكم في إعدادات الجهاز وتشغيله.
3.قم بتحديد المحطة الأرضية المطلوبة للاتصال. يمكنك القيام بذلك عن طريق إدخال تردد المحطة الأرضية المعينة على وحدة التحكم.
4.قم بتوجيه الهوائي الخاص بجهاز(DME) في اتجاه المحطة الأرضية. يجب أن يكون الهوائي مستقبلاً إشارة من المحطة الأرضية بشكل جيد.
5.بعد توجيه الهوائي وتحديد المحطة الأرضية، يتم إرسال إشارات راديو بين الطائرة والمحطة الأرضية، وتحديد المسافة بناءً على وقت استجابة الإشارات.
6.ستظهر البيانات المتعلقة بالمسافة على شاشة العرض في وحدة التحكم. قد يتم عرض المسافة بصورة رقمية أو بصورة مؤشر يشير إلى المسافة المقاسة.
تستخدم الطائرة نظام قياس المسافة (DME) لتحديد المسافة من القاعدة الأرضية بواسطة إرسال استقبال نبضات زوجية. تكون نبضتين ثابتة المدة والتفريز. المحطات الأرضية ترتب تلك النبضات مع موجات (VOR). محطة الإرسال الأرضية لنظام قياس المسافة خلال الطريق أو المحطة النهائية يكون لديها طاقة إرسال 1 كيلو واط.